# John Deeres Pokal
John Deeres Pokal är ett travlopp för varmblodstravare som körs på Bollnästravet i Bollnäs i Gävleborgs län varje år under tidig höst. Loppet är ett sprinterlopp som körs över 1640 meter med autostart (bilstart). Förstapris är 75 000 kronor.
I 2015 års upplaga av loppet satte Delicious U.S. nytt världsrekord för ston då hon segrade på tiden 1.08,6.

## Vinnare
| År   | Häst              | Kusk             | Tränare               | Tid    |
| ---- | ----------------- | ---------------- | --------------------- | ------ |
| 2024 | Colibri Jet       | Magnus A. Djuse  | Alessandro Gocciadoro | 1.10,3 |
| 2023 | Mizai             | Mats E. Djuse    | Jan Ove Olsen         | 1.10,4 |
| 2022 | Mister Hercules   | Örjan Kihlström  | Daniel Redén          | 1.10,8 |
| 2021 | Snowstorm Hanover | Per Lennartsson  | Daniel Redén          | 1.12,0 |
| 2020 | From the Mine     | Magnus A. Djuse  | Catarina Norqvist     | 1.10,3 |
| 2019 | Food Money        | Dagfinn Aarum    | Thomas Jezek          | 1.11,6 |
| 2018 | Queer Fish        | Kaj Widell       | Magnus Träff          | 1.11,0 |
| 2017 | Nuncio            | Stefan Melander  | Stefan Melander       | 1.11,6 |
| 2016 | Delicious U.S.    | Örjan Kihlström  | Daniel Redén          | 1.12,3 |
| 2015 | Delicious U.S.    | Örjan Kihlström  | Daniel Redén          | 1.08,6 |
| 2014 | David Sisu        | Ulf Ohlsson      | Petri Salmela         | 1.11,6 |
| 2013 | Device            | Per Linderoth    | Håkan Eriksson        | 1.11,8 |
| 2012 | Jasper Lane       | Jennifer Tillman | Lasse Hesselgren      | 1.12,0 |
| 2011 | Herr Ratzeputz    | Bo Eklöf         | Thomas Lönn           | 1.12,9 |
| 2010 | Conrads Epilog    | Robert Bergh     | Robert Bergh          | 1.12,9 |